# Gebsattel
Gebsattel település Németországban, azon belül Bajorországban. Lakosainak száma 1764 fő (2023. december 31.).

## Népesség
A település népessége az elmúlt években az alábbi módon változott:
| Lakosok száma | 662  | 998  | 1171 | 1425 | 1730 | 1711 | 1726 | 1747 | 1720 | 1764 |
|               | 1875 | 1950 | 1975 | 1987 | 2012 | 2014 | 2016 | 2017 | 2021 | 2023 |